# Trochoidea tarentina
Trochoidea tarentina is een slakkensoort uit de familie van de Hygromiidae. De soort is endemisch in Italië.
Trochoidea tarentina werd voor het eerst wetenschappelijk beschreven als Helix tarentina in 1848 door L. Pfeiffer.